# Autoserica ibemboana
Autoserica ibemboana är en skalbaggsart som beskrevs av Brenske 1901. Autoserica ibemboana ingår i släktet Autoserica och familjen Melolonthidae. Inga underarter finns listade.